# Eriocharis lanaris
Eriocharis lanaris är en skalbaggsart som först beskrevs av Blanchard 1843.  Eriocharis lanaris ingår i släktet Eriocharis och familjen långhorningar. Inga underarter finns listade i Catalogue of Life.